# Dia (mitologia)
Dia era filla de Deyoneo o Eyoneo, néta de Magnes o Magnete i mare de Pirítoo segons Apolodoro . Dia estava casada amb Ixión, germà de Corónide (la mare, per Apol·lo , d' Asclepi ) i fill de Flegias.

## Mite
Ixió era un home brutal i sanguinari, que va estendre una celada al seu sogre Deyoneo, fent-lo caure en un parany sobre carbons encesos, de manera que va morir cremat viu. Segons narra Diodoro, Ixió s'havia negat a lliurar al seu sogre els obsequis acordats pel seu matrimoni amb Dia, per la qual cosa Deyoneo havia pres com a penyora les eugues d'Ixió. Això va provocar l'enuig d'Ixió, que va convocar el seu sogre per lliurar-li el que havia promès fent-lo caure al parany descrit.
Depenent de les fonts, el càstig per a Ixió és la ràbia o la bogeria, no obtenint misericòrdia de ningú, ja que seria el primer a haver donat mort a un parent, segons Píndar i Èsquil , si bé aquesta dada és controvertida si tenim en compte que amb anterioritat a aquest mite estarien els crims de les Danaides , de Tàntal o d' Etolo .
Finalment, Zeus sí que es va apiadar d'ell i ho va purificar, però ell es va mostrar desagraït intentant tenir relacions amb Hera ; Zeus ho va enganyar donant-li a un núvol la forma d'Hera i amb aquest núvol va engendrar Ixió un fill. Aquest fill s'unirà a les eugues de la muntanya Pelió i engendrarà als centaures.